# Фроловское (Касимовский район)
Фроловское — деревня в России, расположена в Касимовском районе Рязанской области. Входит в состав Крутоярского сельского поселения.

## Географическое положение
Деревня Фроловское расположена в ландшафте закарстованной моренно-водноледниковой равнины примерно в 14 км к юго-западу от центра города Касимова. Ближайшие населённые пункты — деревня Бучнево к северу, деревня Чернышово к востоку, деревня Новляны и село Николаевское к югу и деревня Шульгино к западу.

## История
Деревня отмечена на картах XVIII века как сельцо. На момент Генерального межевания 1772 года принадлежала "девице графине Екатерине Александровне Бутурлиной". Накануне отмены крепостного права дворянам Мясоедовым. В к. XIX - н. XX в. фроловское имение принадлежало Николаю Васильевичу Дьяконову, брату художника передвижника Дмитрия Васильевича Дьяконова-Мичанского, ученика Валентина Серова. Там художник написал в 1890 году этюд "Фроловская ветряная мельница", сейчас находится в фондах Касимовского Краеведческого музея.
В 1905 году сельцо относилось к Телебукинской волости Касимовского уезда и имело 37 дворов при численности населения 258 чел.
С 2012 года во Фроловском находится научно-учебная станция "Молодёжного географического общества", где проходят исследовательские экспедиции школьников.

## Население
| 2010 |
| ---- |
| 1    |

## Транспорт и связь
К деревне с юго-востока подходит грунтовая дорога, поворот с асфальтовой дороги к с. Николаевское. Регулярное автобусное сообщение отсутствует.
Деревню Фроловское обслуживает отделение почтовой связи Лашма (индекс 391334).